# 戀香
《戀香》是一套由台灣及南韓Media Banker合作的21集電視連續劇，星勢力娛樂製作，台視首播，後於鳳凰衛視中文台播放。

## 劇情

### 前世
時空背景為1941年日本統治時期的朝鮮慶尚南、北道。太平洋戰爭甫爆發，台灣籍日本皇軍的年輕飛行員佐倉良平（彭于晏飾）暫駐釜山準備移防。
篤信佛教的佐倉利用假期前往慶州參拜佛寺，因為滿山美景眩惑而迷路時，巧遇少女全浩妍（秋瓷炫飾），兩人一見鍾情。不顧和李善直（吳世圭飾）已有婚約的浩妍與佐倉陷入熱戀。此事被浩妍的兄長得知後，便將她軟禁起來。
不久佐倉因戰事吃緊而隨軍隊調防匆忙離開釜山，被兄長軟禁家中的浩妍將佐倉為她摘取的桔梗花全部做成香包，並在香包上親手繡出花般的圖案要送予佐倉。
然而離開釜山後的佐倉音訊杳然，浩妍的父母又強逼她與善直成婚，因此浩妍鼓起勇氣偷偷離家尋訪佐倉。但無奈佐倉早已調防，無助的浩妍將香包與寫給佐倉的信一起委請熱心的澤田代為轉交，黯然返回慶州。
浩妍婚期將近，卻被母親發現懷孕，此事在保守的家中掀起軒然大波。善直得知此事傷心痛苦，在採藥草時不慎墜落山谷而死。無助的浩妍難以面對現實而選擇在山坡上上吊自殺，死前的她仍心繫念著佐倉，期許來生兩人將以桔梗花做為敲開前世戀情的密碼。
身在澳洲的佐倉收到浩妍委託澤田帶來的信與香包，為自己的身不由己心痛不已，自此隨時都帶著香包思念著浩妍，並寄出了給浩妍的信。
戰事即將結束，佐倉在最後一次出任務時卻被盟軍飛機擊中。佐倉任務失敗，墜機前的最後一口氣，佐倉聞到的是慶州山谷中傳來的陣陣桔梗花香味。

### 今生
時空來到1994年的首爾。金承天（彭于晏飾）與好友宋新（白吉勝飾）在首爾重逢，因為參與學長朴成俊（吳世圭飾）拍攝電影的工作認識了學姊尹香之（秋瓷炫飾）、崔慶友（李喜真飾）、許美貞3人。從那時起，金承天便開始作重複的夢，並且恢復幼時靈敏的嗅覺，更在香之的身上竟找到夢中熟悉的香味，而好友宋新則對慶友展開熱烈追求。
承天的父親金智中是個陶藝家，因年輕時的感情糾葛，多年來與妻子李敏相敬如冰，家族的世交之女王以恩（許瑋倫飾）則一心想嫁給青梅竹馬的承天。
在智中無意間巧遇巧英、建之後，二個世代、二個家族開始隨著時間旋渦的流轉，前世今生的宿命衝擊，彼此的親情、友情、愛情，開始產生微妙的變化。

## 演出演員
| 演員                    | 角色             | 介紹 |
| 彭于晏                  | 佐倉良平、金承天 | 前世：22歲，台灣出生的日本皇軍飛行員，與全浩妍在佛寺相遇而展一場跨越前世今生的淒美愛情故事。 今生：20歲，俊帥的承天從小即有著敏銳嗅覺、充滿香味的離奇夢境。無意中巧遇香之，因香之頭髮所散發出的香味正是反覆出現承天夢中的香味，因此對香之一見鍾情，卻不知這是一段被前世宿緣所牽引的，苦戀的開端。在首爾感情受挫的承天回台灣完成大學學業，由於依然無法忘懷香之的氣息寄情於研究香水，一心要複製夢中的香味。同時與好友宋新在PUB中演唱，也兼差做著電台主持人。 |
| 秋瓷炫 （配音：范瑞君） | 全浩妍、尹香之   | 前世：18歲，朝鮮慶州人，家中經營中藥舖。在父兄安排下與鄰村藥材批發行的長子訂親並準備成婚。因巧遇走訪佛寺迷途的佐倉良平開啟了人生的另一扇窗。與佐倉一見鍾情的浩妍勇敢的用生命去見證了這段短暫的愛情，並以堅定的信念換得來生的承諾。 今生：23歲，自信獨立、堅定理智。有創作人的特質，偶爾放浪形骸的生活習性卻種下日後身患重症的病因。在感情上仍保持著傳統的觀念，囿於社團中前後輩的關係，以及另有學長朴成俊的追求，而始終不敢接受承天的愛意。在大學畢業後，從事紀錄片拍攝的工作，因緣際會到台灣拍攝外景而與承天重逢，歷經波折接受了承天，不料就在兩人準備結婚前香之以為自己身罹重症，又從催眠中看到前世與承天離散的故事，因此認定此生的愛情仍將以悲劇收場… |
| Ben                     | 澤田大介、宋新   | 前世：22歲，日本皇軍飛行員，佐倉與浩妍相戀的唯一支持者。 今生：承天自幼的好友，家境富裕。宋新原是幽默活潑的年輕人，進入社會後因父親的逼迫放棄喜愛的音樂接掌家族事業，在心理上產生極大的壓力而經常不快樂，但卻始終支持承天追求愛情。和慶友平順相戀多年，最後卻悲劇收場，與同樣失意的承天一起重新開創人生。 |
| 許瑋倫                  | 王以恩           | 承天家世交之女，牙醫系學生。嬌縱活潑且美麗，有著令人難以抗拒的魅力，總有一卡車的異性拜倒在她的石榴裙下，但偏偏她都不為所動，僅對承天情有獨鐘，一心希望成為承天的妻子，以恩亦非常得承天母親李敏之疼愛與歡心，所以總認為承天的冷淡、拒絕都是香之從中做梗，導致她與承天無法結合。後因確認承天將與香之結婚，從小備受呵護、一生順遂的她，在初嚐情場失意的打擊之餘，陰錯陽差與宋新發生一夜情，想不到慶友因此自殺，造成宋新、慶友的愛情世界陷入黑暗的悲劇。 |
| 劉松仁                  | 金智中           | 金承天的父親一位成熟內斂感性的陶藝家，在大學教授藝術課程，心中最難忘的仍是多年前和尹巧英的那段刻骨銘心的婚外情。由於承天和香之交往，促成智中和巧英重逢，面對舊情人，智中心底的火花再被燃起，加上建之身世之謎的輪廓日漸清晰，智中走到必須面對重新醒視人生方向的十字路口…… |
| 沈時華                  | 申巧英           | 尹香之的阿姨個性看似獨立堅強，內心卻非常執著情感的女性。年輕時因為和金智中都熱愛陶藝，進而發生一段不倫之戀。曾經因為目睹智中與承天的親情，不想讓承天失去父親所以選擇離開，十餘年後卻眼見建之與智中投緣，是否該說出真相，是否該再次爭取與智中長相廝守，巧英面對最大的矛盾。 |
| 李欣                    | 李敏             | 金承天的母親出身名門世家，高貴嚴謹，對丈夫金智中和申巧英的關係相當不滿，但礙於外界眼光只能隱忍，夫妻關係一直處於冰點，更因此反對承天與香之交往，極力撮合世交之女以恩與承天的感情。 |
| 李喜真                  | 崔慶友           | 主修藝術的慶友智中的學生，對於陶藝極具天份。宋新是她唯一交往的男友，一往情深。為了跟隨宋新，慶友在大學畢業後獨自來到台灣，卻不為宋新家族接受。異鄉的寂寞加上無法結婚的挫折，加上目睹宋新與以恩的一夜情，在投訴無門的狀況下，選擇以自殺結束生命，釀成週遭親朋好友永遠的遺憾。 |
| 吳世圭                  | 李善直、朴成俊   | 前世：20歲，全浩妍鄰村藥材批發行的長子，也是全浩妍的未婚夫，善良純樸，面對浩研和佐倉之間的戀情，最後抑鬱而終。 今生：香之的學長，電影副導演。具有藝術家外表與氣質的影像工作者，因前世的專情致使朴成俊在今生玩世不恭。成俊的俊秀的外型和傑出的工作表現，深深的吸引香之的注意，但後來因為和其他女性的糾纏不清讓香之情傷，終致分手。成俊在香之離開後因前世的情牽依然無法忘記香之。後香之罹患重症，央求成俊與她佯裝復合以取信承天，讓承天斷念。 |
| 明志妍                  | 李美貞           | 害羞內向的韓國女孩，與香之、慶友是好友姊妹淘。雖然承天一心追求香之，但美貞卻一直暗戀承天，直至出社會後，美貞生活態度完全改變以往作風，就連感情世界也與成俊的風流旗鼓相當。 |
| 高衛                    | 尹建之           | 香之的弟弟，十六歲。金智中和申巧英的私生子，內向的年輕人。 |
| 裴美子                  | 申淑英           | 香之的母親，四十六歲，公務員，傳統保守的女性。 |
| 那維勳                  | 經紀人           | 承天的經紀人 |

## 播出時間
| 頻道     | 所在地 | 首播日期      | 播出時間        |
| -------- | ------ | ------------- | --------------- |
| 台視主頻 | 台灣   | 2003年11月9日 | 每週日21:00播出 |

## 出版物
- 星勢力娛樂/製作，2003年11月6日，戀香。台北，大田出版。
- 戀香電視原聲帶，2003年11月25日，skyhigh發行。
- 星勢力娛樂/著，2003年12月15日，戀香寫真書。台北，大田出版。
- 星勢力娛樂/製作，2004年2月9日，Eddie&Ben照相簿：戀香寫真全追蹤。台北，大田出版。

## 主題曲
- 片頭曲：原來愛，作詞：磐子，作曲、編曲：陳志遠，演唱：白吉勝
- 片尾曲：等到天晴離開你，作詞：磐子，作曲：陳達偉，編曲：塗惠元，演唱：范逸臣

## 臺視週日晚間首播收視率
| 播映日期       | 集數 | 平均收視率 | 收視排名 | 備註   |
| -------------- | ---- | ---------- | -------- | ------ |
| 2003年11月09日 | 01   |            | 0.99     |        |
| 2003年11月16日 | 02   |            |          |        |
| 2003年11月23日 | 03   |            |          |        |
| 2003年11月30日 | 04   |            |          |        |
| 2003年12月07日 | 05   |            |          |        |
| 2003年12月14日 | 06   |            |          |        |
| 2003年12月21日 | 07   |            |          |        |
| 2003年12月28日 | 08   |            |          |        |
| 2004年01月04日 | 09   |            |          |        |
| 2004年01月11日 | 10   |            |          |        |
| 2004年01月18日 | 11   |            |          |        |
| 2004年01月25日 | 12   |            |          |        |
| 2004年02月01日 | 13   |            |          |        |
| 2004年02月08日 | 14   |            |          |        |
| 2004年02月15日 | 15   |            |          |        |
| 2004年02月22日 | 16   |            |          |        |
| 2004年02月29日 | 17   |            |          |        |
| 2004年03月07日 | 18   |            |          |        |
| 2004年03月14日 | 19   |            |          |        |
| 2004年03月21日 | 20   |            |          |        |
| 2004年03月28日 | 21   |            |          | 完結篇 |
| 平均收視率     |      |            |          |        |

## 外部連結
- 戀香官方網站 （页面存档备份，存于） （台視）
- 彭于晏無名官網
- 戀香官方Facebook

| 臺灣 台視主頻 星期日 21:30                | 臺灣 台視主頻 星期日 21:30                 | 臺灣 台視主頻 星期日 21:30 |
| ----------------------------------------- | ------------------------------------------ | -------------------------- |
|                                           | 戀香 （2003年11月9日－2004年3月28日）      |                            |
| 薔薇之戀 （2003年5月25日－2003年11月2日） | 求婚事務所 （2004年4月4日－2004年6月27日） |                            |